# Juan Carlos León
Juan Carlos León Zambrano (n. Esmeraldas, Ecuador; 24 de enero de 1975) es un exfutbolista y entrenador ecuatoriano. Actualmente dirige a Libertad Fútbol Club de la Serie A de Ecuador.

## Trayectoria

### Como jugador
Como jugador pasó por equipos como Barcelona Sporting Club, Calvi, Audaz Octubrino, Panamá y 9 de Octubre. Su carrera como futbolista terminó a temprana edad.

### Como entrenador
Su carrera como entrenador de fútbol empezó en el 2009 en la categoría juvenil Sub-16 del equipo Norte América, su trayecto como entrenador lo llevó a Independiente del Valle equipo en el cual tomó cargo de la Sub-16 en 2009 quedando campeón por 3 años consecutivos.
En 2016 se implementó la categoría sub-19 al campeonato de las formativas en la que consiguió quedar campeón, durante ese trayecto tuvo premios por parte de la Asociación de Fútbol No Amateur de Pichincha al entrenador más destacado en las divisiones formativas en el 2010, 2014 y 2015. 
En 2017 quedó campeón con la Sub-18 de Independiente del Valle, además de ese logro, dirigió al equipo en la Copa Libertadores Sub-20 de 2018 quedando Subcampeón tras perder la final con el Club Nacional de Football. 
En el 2018 fue contratado como Director Técnico de Club Deportivo Independiente Juniors equipo de segunda categoría filial de Independiente del Valle en el cual debutó como entrenador de fútbol profesional consiguiendo el ascenso a Serie B 2019.
En el 2019 es contratado como Director Técnico de 9 de Octubre en el cual consiguió el título de la Serie B 2020 y el ascenso a Serie A 2021, logró la clasificación a la Copa Sudamericana 2022. Fue separado del cargo el 2 de agosto de 2022.
El 13 de agosto de 2022 fue anunciado como técnico de Orense Sporting Club de la Serie A de Ecuador.equipo que mantuvo su dirección hasta el 3 de diciembre de 2023 tras perder contra el Aucas que costó la clasificación de la Copa Sudamericana 2024.
En 2024 se anunció su regreso a la dirección técnica del 9 de Octubre,sin embargo el equipo guayaquileño cesó de sus servicios el 17 de abril de 2024, posteriormente el 19 de abril de 2024 fue anunciado como técnico de Libertad de la Serie A de Ecuador.

## Clubes

### Como entrenador
| Club                           | País    | Año       |
| ------------------------------ | ------- | --------- |
| Independiente del Valle Sub-16 | Ecuador | 2009-2015 |
| Independiente del Valle Sub-18 | Ecuador | 2016-2017 |
| Independiente del Valle Sub-20 | Ecuador | 2017-2018 |
| Independiente Juniors          | Ecuador | 2018-2019 |
| 9 de Octubre                   | Ecuador | 2019-2022 |
| Orense                         | Ecuador | 2022-2023 |
| 9 de Octubre                   | Ecuador | 2024      |
| Libertad                       | Ecuador | 2024-act. |

## Palmarés

### Como entrenador

#### Campeonatos nacionales
| Título             | Club         | Año  |
| ------------------ | ------------ | ---- |
| Serie B de Ecuador | 9 de Octubre | 2020 |

### Distinciones individuales
| Distinción             | Año  |
| ---------------------- | ---- |
| Mejor director técnico | 2021 |